# Твинаксиальный кабель

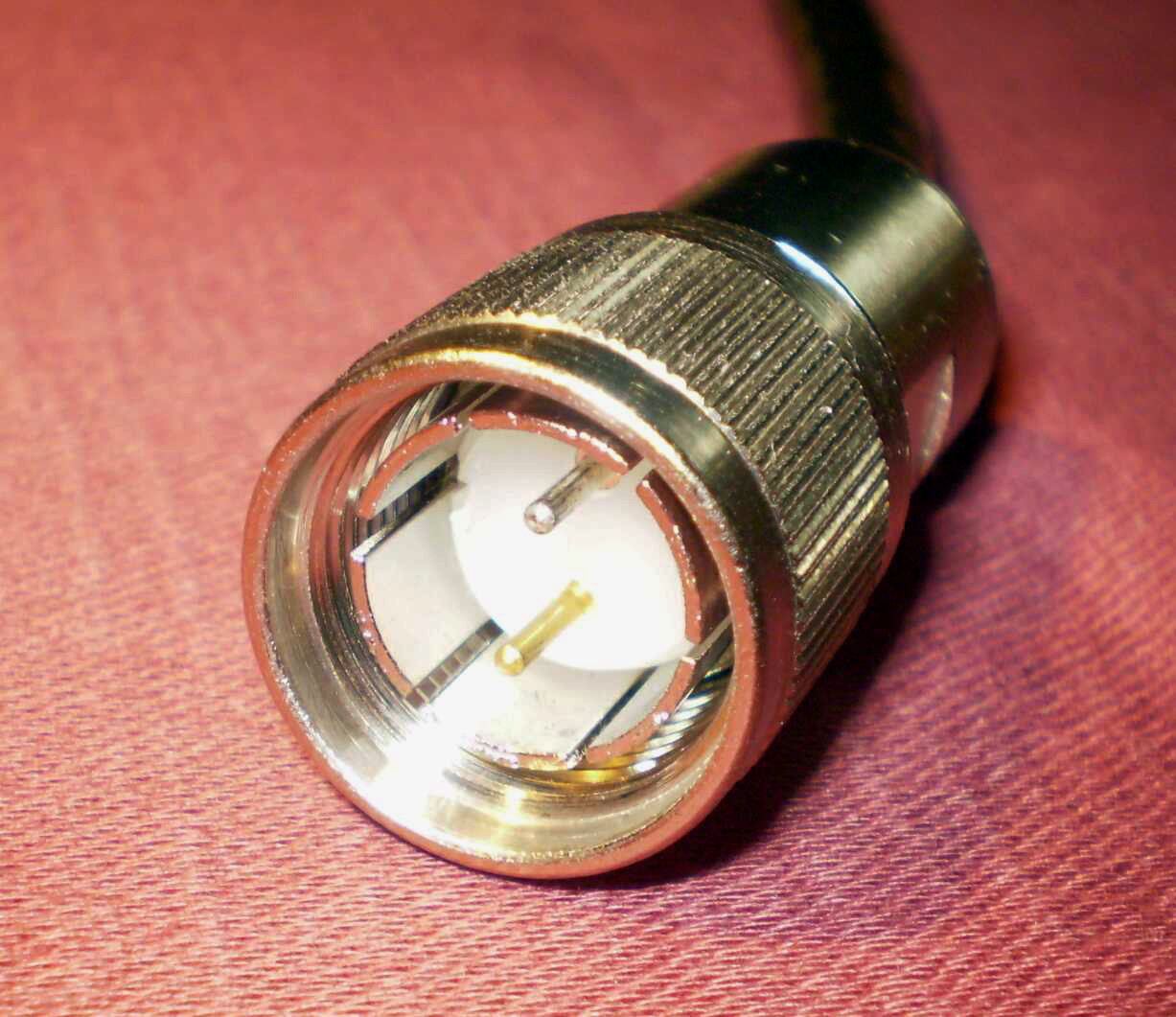
Разъем твинаксиального кабеля

Двухосевой кабель или твинаксиал (от англ. Twinaxial cable, TWC, твинаксиальный кабель), также иногда биаксиальный кабель, — электрический кабель, аналогичный коаксиалу, но с двумя параллельными проводниками вместо одного.
Другими словами, это два не перевитых проводника, заключённых в общий экран. Основными электрическими параметрами медного кабеля в данном применении являются волновое сопротивление (характеристический импеданс), полоса пропускания (диапазон частот спектра сигнала, погонное затухание сигнала. Немаловажными характеристиками являются и чувствительность к электромагнитным помехам, а также собственное излучение сигнала.

## Применение

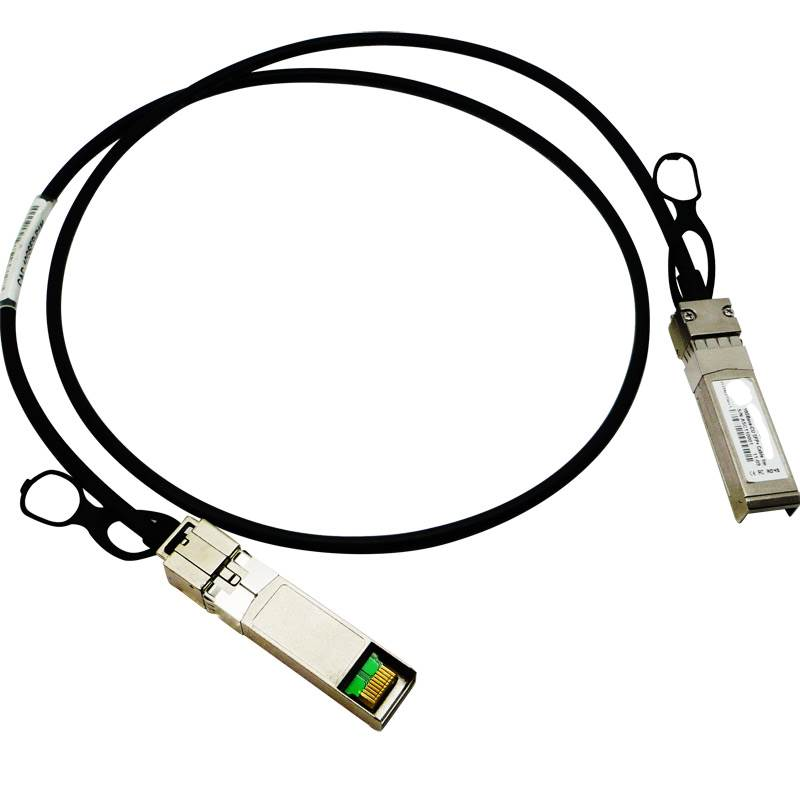
Твинаксиальный кабель для 10 Гбит/с Ethernet.

Иногда — как кабель стандарта DisplayPort.